# Sōta Nakamura
Sōta Nakamura (japanisch 中村 草太 Nakamura Sōta; * 15. Oktober 2002 in Takasaki, Präfektur Gunma) ist ein japanischer Fußballspieler.

## Karriere
Sōta Nakamura erlernte das Fußballspielen in der Schulmannschaft der Maebashi Ikuei High School sowie in der Universitätsmannschaft der Meiji-Universität. Seinen ersten Profivertrag unterschrieb er am 1. Februar 2025 bei Sanfrecce Hiroshima. Der Verein aus Hiroshima spielt in der ersten Liga, der J1 League. Sein erstes Pflichtspiel für Hiroshima bestritt er am 8. Februar 2025 im Spiel um den japanischen Supercup. Bei dem 2:0-Erfolg gegen den Meister Vissel Kōbe wurde er in der 76. Minute für Tolgay Arslan eingewechselt. Sein Erstligadebüt gab Sota Nakamura am 16. Februar 2025 (1. Spieltag) im Auswärtsspiel gegen den FC Machida Zelvia. Bei dem 2:1-Auswärtserfolg wurde er in der 72. Minute für Mutsuki Katō eingewechselt.

## Erfolge
Sanfrecce Hiroshima
- Japanischer Supercup-Sieger: 2025